# Agha Shahi
Pour les articles homonymes, voir Shahi.
Agha Shahi (né le 25 août 1920 à Bangalore et mort le 6 septembre 2006 à Islamabad) fut un diplomate et homme politique pakistanais. Il fut ministre des Affaires étrangères de 1977 à 1982 du général et président-dictateur Muhammad Zia-ul-Haq.